# کارن آسریان
کارن آسریان (ارمنی: Կարեն Ասրյան; زاده ۲۴ آوریل ۱۹۸۰ - درگذشته ۹ ژوئن ۲۰۰۸) استادبزرگ شطرنج اهل ارمنستان بود.
وی برنده مسابقات قهرمانی شطرنج ارمنستان در سال‌های ۱۹۹۹, ۲۰۰۷ و ۲۰۰۸ و دوبی (۲۰۰۱) و تورنمنت یادبود تیگران پتروسیان (۲۰۰۴) شد.
در سال ۲۰۰۶ در ۳۷مین دوره المپیاد شطرنج فیده در تورین، ایتالیا آسریان به همراه لوون آرونیان، ولادیمیر هاکوبیان، سمبات لپوتیان، گابریل سارگیسیان و آرتاشس میناسیان در ترکیب تیم ارمنستان به مقام قهرمانی رسید.
وی در هنگام رانندگی دچار سکته قلبی مشکوک شد و درگذشت.
| به‌دلیل برخی مشکلات فنی، نمودارها موقتاً قابل مشاهده نیستند. اطلاعات بیشتر پیرامون این مشکل در فابریکاتور و وبگاه مدیاویکی در دسترس است. | |
| | به‌دلیل برخی مشکلات فنی، نمودارها موقتاً قابل مشاهده نیستند. اطلاعات بیشتر پیرامون این مشکل در فابریکاتور و وبگاه مدیاویکی در دسترس است. |